# Albatros de Salvin
Thalassarche salvini
Espèce
Statut de conservation UICN

 VU D2 : Vulnérable
L'Albatros de Salvin (Thalassarche salvini) est une espèce d'oiseaux de mer de la famille des Diomedeidae. Elle a longtemps été considérée comme une sous-espèce de l'Albatros à cape blanche (Thalassarche cauta), avant d'être considérée comme une espèce à part entière à partir du milieu des années 1990.

## Description

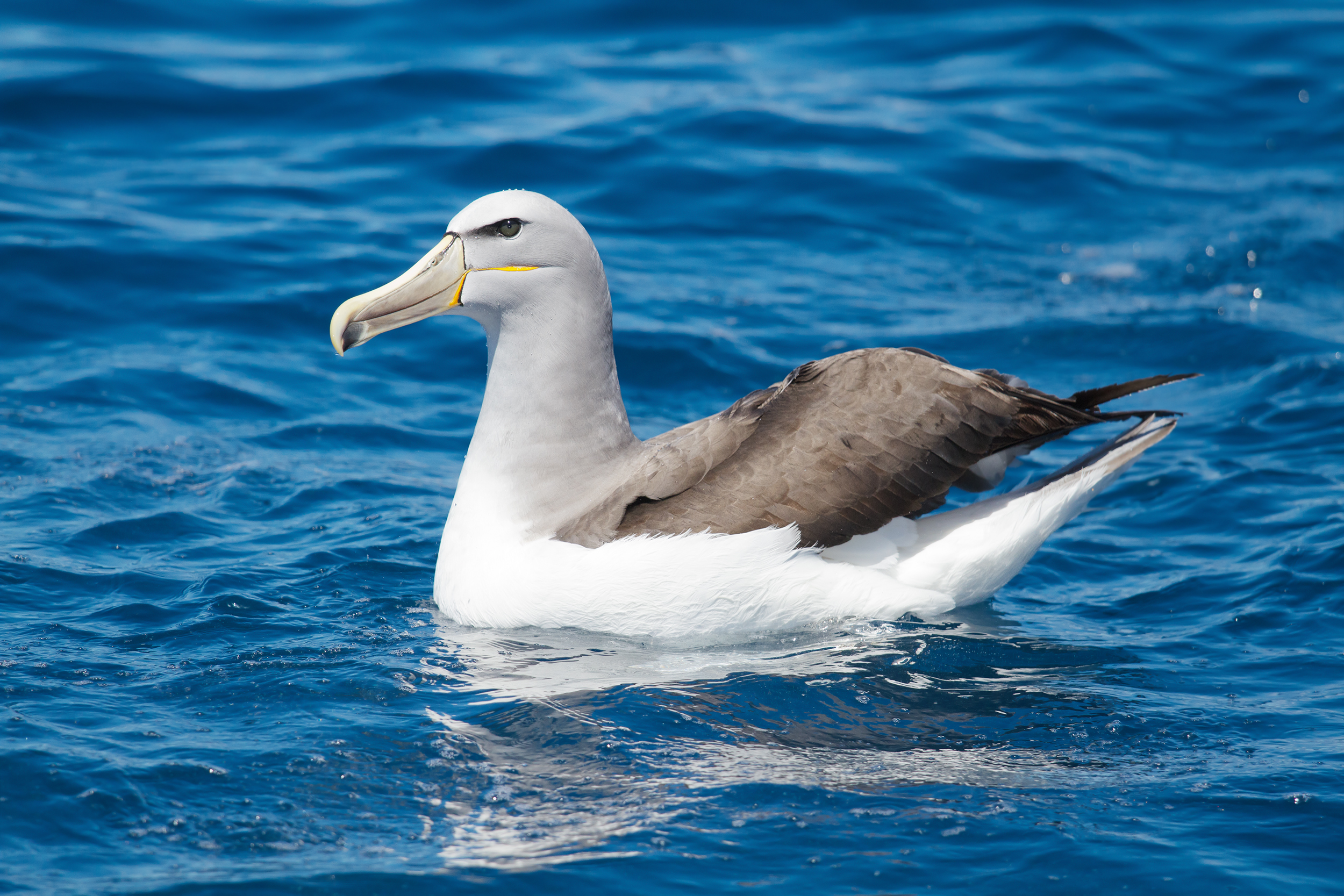
Albatros de Salvin dans l'est de la presqu'île Tasman, Tasmanie (Australie).

Cet albatros pèse de 3,3 à 4,9 kg pour une envergure de 210 à 260 cm.
La tête et le cou sont gris clair et contrastent avec le front blanc. Le bec est gris bleuté tandis que son extrémité supérieure tire de l’ivoire au jaune et l’inférieure est sombre. Le dessous des ailes est blanc avec une bordure sombre bien délimitée.

## Répartition
L'Albatros de Salvin niche principalement sur les îles Bounty et de manière moins répandue sur les îles Snares, les îles Chatham et l'archipel des Crozet (sur l'île des Pingouins).

## Source
- Todd F.S. & Genevois F. (2006) Oiseaux & Mammifères antarctiques et des îles de l'océan austral. Kameleo, Paris, 144 p.